# Natural (canción de Imagine Dragons)
«Natural» es una canción de la banda estadounidense de pop rock Imagine Dragons, lanzada el 17 de julio de 2018 por KIDinaKORNER e Interscope Records como el sencillo principal de su cuarto album de estudio, «Origins». Fue escrita por la banda, el compositor Justin Tranter y los productores suecos Mattman & Robin.

## Antecedentes
«Natural» fue anunciada oficialmente el 12 de julio de 2018 por medio de sus redes sociales, presentando el nombre de la canción acompañado de una foto de la banda y su fecha de lanzamiento, junto a un enlace de pre-orden.

## Composición
El vocalista Dan Reynolds señaló que «Natural» se trata de encontrarte a ti mismo y estar dispuesto y ser capaz de enfrentar cualquier adversidad que se te presente. Él dijo en un comunicado de prensa anunciando la canción: «Vivir en un mundo de perro-come-perro puede sacar lo peor de ti y, a veces, lo mejor. Sería una mentira decirte que no me he vuelto un tanto escéptico sobre algunas cosas en la última década de mi vida. Sin embargo, creo que cuando realmente aprendes a amarte a ti mismo, los ojos que juzgan y las palabras de odio no tienen sentido".

## Recepción

### Crítica
Markos Papadatos de Digital Journal consideró a «Natural» como una «canción bien elaborada y bien producida», escribiendo que «la voz de Reynolds es impresionante, cruda y poderosa», y que la canción tiene «dos pulgares arriba». Sam Tornow de Billboard describió la canción como «feroz» y «golpea bocas». Mike Wass de Idolator llamó la canción como un «himno preparado para la radio», y esperaba que fuera «otro gran éxito», después del de su tercer álbum de estudio Evolve (2017). Tiana Timmerberg de Radio.com llamó a la canción «energética e inspiradora», considerándola «un atasco para sentirse bien con letras positivas y motivadoras».

## Video musical
El video musical de la canción se lanzó el 24 de agosto de 2018. Mostrado aparentemente, en desorden cronológico, se presenta al vocalista, Dan Reynolds, como el aparente dueño de una casa espeluznante que incluye fotos de una mujer en una bañera. La misma mujer, tiempo después, aparece perseguida por otros habitantes de la casa y un hombre anormalmente alto que se parece a Slenderman. En una toma se puede apreciar un supuesto funeral para dicha mujer y en otra toma, aparentemente se suicida, mientras que Wayne Sermon, Ben McKee y Daniel Platzman desvaneciéndose. Reynolds, en otra escena, esta cavando una tumba y enterrando viva a la mujer, y otras fotos de la casa y sus habitantes, junto con un clip de un león destrozando un zebra.

## Presentaciones en vivo
El 19 de julio de 2018, Imagine Dragons presentó por primera vez en televisión en vivo el sencillo en Jimmy Kimmel Live!. La actuación incluyó un solo de guitarra de Wayne Sermon que agregó en la grabación en el estudio.

## Uso en otros medios
ESPN escogió la canción como el himno de la temporada de 2018 del College Football. Es la segunda vez que se elige una canción de Imagine Dragons, la primera fue «Roots» en 2015. «Natural encarna la energía, el espíritu y el drama del viaje de cada equipo al College Football Playoff, y es por eso que fue elegido como el himno de este año", dijo Emeka Ofodile, vicepresidente de marketing deportivo de ESPN. También es parte de la banda sonora de NHL 19 de EA Sports.

## Lista de sencillos
| Natural: Descarga digital |           |                 |          |  |
| N.º                       | Título    | Artista(s)      | Duración |  |
| 1.                        | «Natural» | Imagine Dragons | 3:09     |  |

## Créditos
Adaptado del booklet de «Origins».
Natural
- Interpretado por Imagine Dragons.
- Escrito por Dan Reynolds, Wayne Sermon, Ben McKee, Daniel Platzman, Robin Fredriksson, Mattias Larsson, Justin Tranter.
- Publicado por Imagine Dragons Publishing (BMI) / Universal/KIDinaKORNER, Wolf Cousins/Warner Chappell Music Scandinavia (STIM), Justin’s School for Girls (BMI) WARNER-TAMERLANE PUBLISHING CORP.
- Producido por Mattman & Robin para Wolf Cousins Productions.
- Grabado en “Wolf Cousins Studios” (Estocolmo, Suecia) y “Ragged Insomnia Studio” (Las Vegas, Nevada).
- Ingeniería por Mattman & Robin.
- Mezclado por Serban Ghenea.
- Ingeniería de Mezcla por John Hanes.
- Mezclado en “MixStar Studios” (Virginia Beach, VA).
- Masterizado por Randy Merrill en “Sterling Sound” (Nueva York).

℗ 2018 KIDinaKORNER/Interscope Records
Imagine Dragons
- Dan Reynolds: Voz.
- Wayne Sermon: Guitarra.
- Ben McKee: Bajo.
- Daniel Platzman: Batería.

## Certificaciones
| País           | Organismo certificador | Certificación | Ventas certificadas | Ref.   |
| -------------- | ---------------------- | ------------- | ------------------- | ------ |
| México         | AMPROFON               | Platino       | 60 000              | [ 17 ] |
| Estados Unidos | RIAA                   | 4× Platino    | 4 000 000           | [ 18 ] |

## Historial de lanzamientos
| Región         | Fecha                | Formato                    | Discográfica                    | Ref.   |
| -------------- | -------------------- | -------------------------- | ------------------------------- | ------ |
| Varios         | 17 de julio de 2018  | Descarga digital Streaming | KIDinaKORNER Interscope Records |        |
| Estados Unidos | 31 de julio de 2018  | Radio alternativa          | KIDinaKORNER Interscope Records | [ 19 ] |
| Estados Unidos | 28 de agosto de 2018 | Contemporary hit radio     | KIDinaKORNER Interscope Records | [ 20 ] |